# Templo Tiantaishan Wulong
O Templo Tiantaishan Wulong (chinês simplificado: 天台山伍龙寺) é um templo que serve de atracção turística localizado próximo à cidade de Anshun no condado de Pingba, província Guizhou, China. Situa-se próximo da cidade Tianlong Tunbao (屯堡). É um dos principais sítios culturais e históricos do património nacional de Guizhou. O conjunto da fortaleza do topo da colina e o templo budista foi construído durante a dinastia Ming e fora outrora o lar do famoso general Ming Wu Sangui. Numerosas relíquias de Wu Sangui encontram-se em exposição incluindo a sua espada, o seu robe e um balde de água. Estão também em exposição os trajes e fotos do local Dixi Opera ou as denominadas performances "ground opera".